# 森博嗣
森博嗣（日语：／ Mori Hiroshi，1957年12月7日—），工學博士，前名古屋大學副教授，現為日本小說、推理小說作家。

## 生平
森博嗣於日本愛知縣出生，東海中學校、東海高校、名古屋大學工學部博士班畢業。當過三重大學助手，後任名古屋大學副教授，在名古屋大學大學院環境學研究科专攻都市環境學，於2005年3月離職开始全职寫作。
1995年，森博嗣以犀川&萌繪系列（S&M系列）首篇作品《冰冷密室與博士們》參與梅菲斯特雜誌的投稿並獲得講談社賞識，經眾人商議後決定把已於同期完成的同系列作品第二篇《全部成為F》加以改稿成為系列的首作，並以「第一屆梅菲斯特賞（メフィスト賞）得獎作品」名義於1996年出版，從此森博嗣正式成為兼職推理作家，其後相繼發表犀川系列長篇總數共十部、包括同年的《冰冷密室與博士們》和《不會笑的數學家》等，繼而創作以1999年《黑貓的三角》為首的紅子系列（V系列）也共十篇，另外還發表了不少非系列的推理長篇如1999年的《然後只剩下兩人》及其他散文集。

## 風格
森博嗣的作品多以科學、數學等為主題，犀川系列故事中不但主角偵探犀川和萌繪是建築學系的副教授和學生，其他的角色也多是與大學工科、研究室、科學家為主，再加上小說中經常出現的人生哲學觀，因此森的小說可以說是融合了理科與文藝的作品。

## 作品

### 犀川&萌繪系列（S&M系列）
全10回，原作於1996年－1998年發表，繁體中文版由尖端出版於2005年出版。陆版（首兩冊）由北岳文艺出版社於2006年3月起出版，2010年由江苏文艺出版社再次引进。预定于2025年起，由力潮文创旗下千本樱文库出版新版。
1. The Perfect Insider（全部成為F）
2. Doctors in Isolated Room（冰冷密室與博士們）
3. Mathematical Goodbye（不會笑的數學家）
4. Jack the Poetical Private（詩般的殺意）
5. Who Inside（封印再度）
6. Illusion Acts Like Magic（死亡幻術的門徒）
7. Replaceable Summer（夏的複製品）
8. Switch Back（永劫回歸）
9. Numerical Models（命運的模型）
10. The Perfect Outsider（有限與微小的麵包）

### 瀬在丸紅子系列（V系列）
全10回，原作於1999年－2002年發表，繁體中文版由尖端出版於2006年出版。
1. Delta in the Darkness（黑貓的三角）
2. Shape of Things Human（玩偶娃娃蒙娜麗莎）
3. The Sound Walks When the Moon Talks（月的呢喃細語）
4. You May Die in My Show（夢·邂逅·魔性）
5. Cockpit on Knife Edge（魔劍天翔）
6. A Sea of Deceits（戀戀蓮步的演練）
7. Six Supersonic Scientists（六個超音波科學家）
8. The Riddle in Torsional Nest（扭曲小屋的利鈍）
9. Rot off and Drop away（腐、朽與墜落）
10. Red Green Black and White（紅綠黑白）

黒猫の三角 Delta in the Darkness由皇名月繪製漫畫版本

### 四季系列
全4回，原作於2003年－2004年發表。

#### 小說
1. 四季 春 The Four Seasons Green Spring
2. 四季 夏 The Four Seasons Red Summer
3. 四季 秋 The Four Seasons White Autumn
4. 四季 冬 The Four Seasons Black Winter（中文版未發行）

### G系列
正在出版的系列，第一作在2004年推出。
1. Path connected φ broke
2. Another playmate θ
3. Please stay until τ
4. Swearing on solemn ε
5. λ has no teeth
6. Dreamily in spite of η
7. Disinfectant α for the eyes

### X系列
正在出版的系列，第一作在2007年5月推出。
1. Peekaboo
2. Cutthroat
3. Crucifixion

### 女王百年系列
1. God Save The Queen（女王的百年密室）
2. Labyrinth In Arm Of Morpheus（迷宮百年的睡魔）

### 空中騎士系列
1. 空中殺手（The Sky Crawlers）
2. ナ・バ・テア|None But Air}}
3. ダウン・ツ・ヘヴン|Down to Heaven}}
4. フラッタ・リンツ・ライフ Flutter into Life
5. クレィドゥ・ザ・スカイ Cradle the Sky
6. スカイ・イクリプス Sky Eclipse

### 繪本
1. Ｓｔａｒ　ｅｇｇ（星星王子）

## 犀川創平
犀川創平是森博嗣筆下S&M系列登場的虛構人物。系列的名稱S&M就是取他和西之園萌繪名字的首個字母。有說犀川這個姓氏是森博嗣從他實際的學生那兒借用的。是一名32歲（在《全部成為F》時）的獨身男子，居住於那古野市（虛構，日語讀法跟名古屋音近），職業是國立N大學的副教授，專攻建築史。他同時是煙槍一名，喜歡可樂和咖啡，討厭紅豆、西瓜和造餅用的澱粉，不看電視也不讀報紙。擅長的運動是撞球。學歷是京都國立K大學研究所工科畢業。西之園萌繪的父親恭輔曾經是他的導師。在系列中擔任偵探的角色，描述中特別強調他的多重人格。

### 登場作品
1. The Perfect Insider (全部成為F)
2. Doctors in Isolated Room (冰冷密室與博士們)
3. Mathematical Goodbye (不會笑的數學家)
4. Jack the Poetical Private (詩般的殺意)
5. Who Inside (封印再度)
6. Illusion Acts Like Magic (死亡幻術的門徒)
7. Replaceable Summer (夏的複製品)
8. Switch Back (永劫回歸)
9. Numerical Models (命運的模型)
10. The Perfect Outsider (有限與微小的麵包)

## 外部連結
- 森博嗣の浮遊工作室（页面存档备份，存于）
- 浮遊工作室（予定表）（页面存档备份，存于） - 出版やイベントの予定
- Construction in Waterloo（页面存档备份，存于） - 欠伸軽便鉄道のブログ
- ミニチュア庭園鉄道（浮遊工作室機関車製作部)（页面存档备份，存于）
- Akubi Lightweight Railway（页面存档备份，存于） - 欠伸軽便鉄道のYoutubeチャンネル
- PRAMM（森博嗣ファン倶楽部）（页面存档备份，存于）
- The BBB 森博嗣（页面存档备份，存于） - 清涼院流水が立ち上げた英語圏進出プロジェクトの著者ページ。
- ブックショート 森博嗣さんインタビュー（2015.1.24）（页面存档备份，存于）